# Alessandro Magnasco

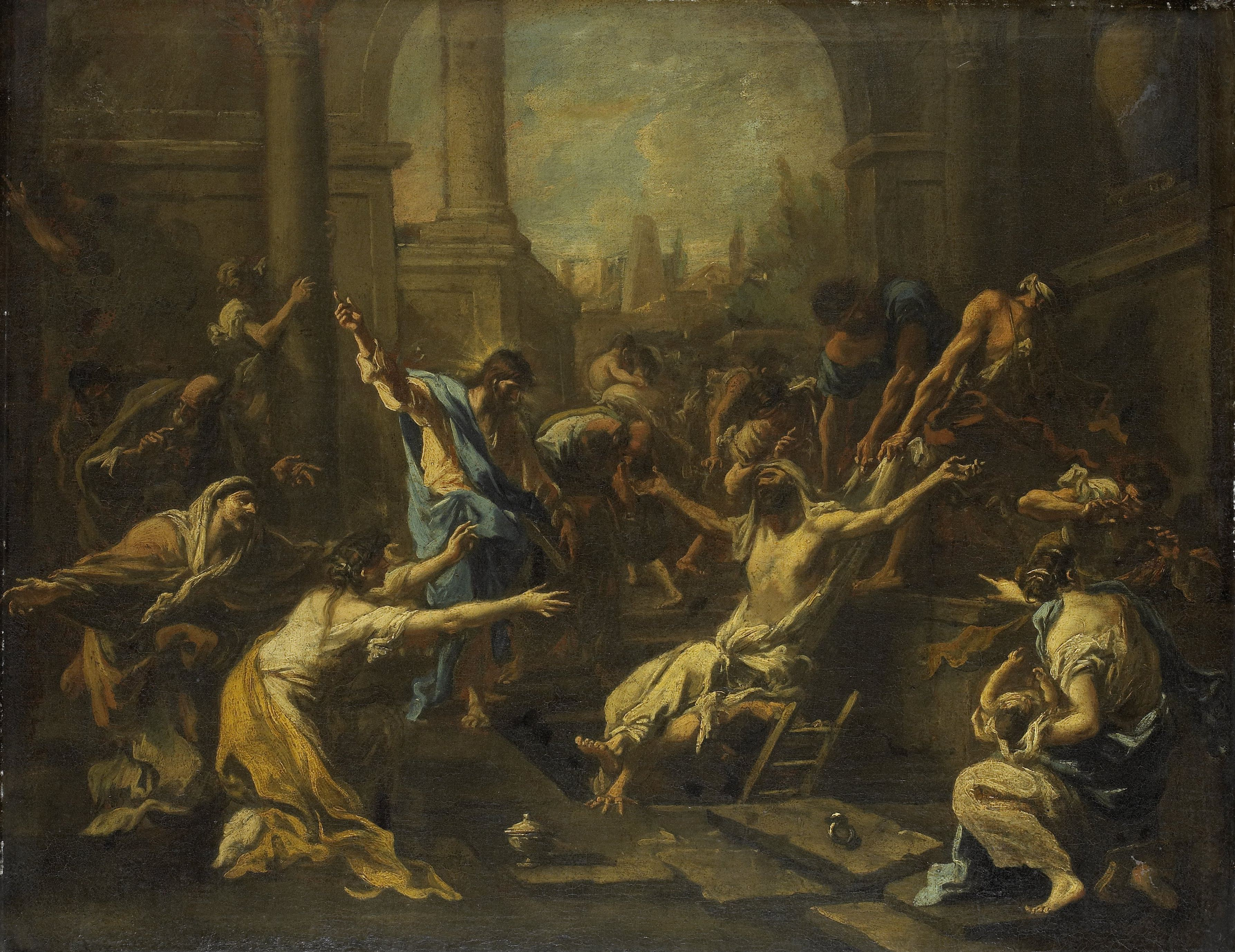
Resurrezione di Lazzaro

Alessandro Magnasco, detto il Lissandrino (Genova, 4 febbraio 1667 – Genova, 12 marzo 1749), è stato un pittore italiano.

## Vita e opere
Figlio di Stefano Magnasco e di Livia Caterina Musso, Alessandro ebbe una sorella, Artemisia, e un fratello, Giuseppe.
Con la morte del padre Stefano, anche lui pittore allievo di Valerio Castello, Alessandro Magnasco venne affidato ad un mercante della sua città natale che, nel 1682 circa, lo condusse a Milano come allievo di Filippo Abbiati; qui venne influenzato soprattutto dalla coeva pittura veneziana e dallo stile Barocco del maestro. I quadri di Abbiati, fatti di materia pastosa e sfaldata con violenti contrasti sia cromatici che luministici, in seguito avranno una forte influenza anche nella pittura di suoi contemporanei, in particolare il vedutista veneziano Marco Ricci.

## Pittura di genere
Considerato uno dei pittori più originali del Settecento italiano, si distinse, nella pittura di genere popolaresco, per la pennellata densa di contrasti luminosi che tendevano a costruire apparati oscuri e figure distorte, anticipando la pittura dei secoli successivi da William Turner agli Espressionisti.

## Magnasco a Milano

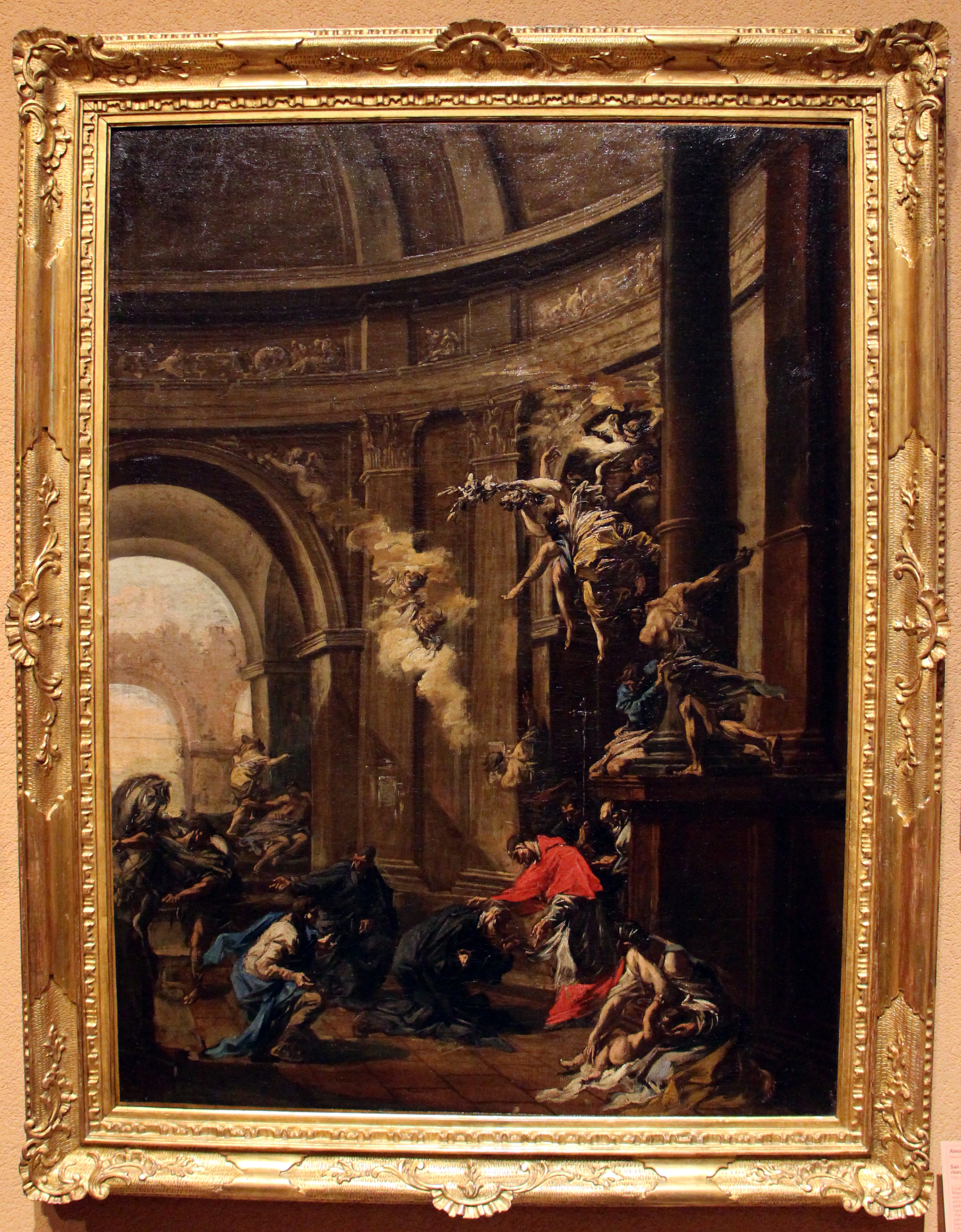
San Carlo Borromeo riceve gli Oblati

Suoi primi lavori, secondo le fonti, sono stati i ritratti, un genere abbandonato presto per dedicarsi a paesaggi con scene animate da piccole figure allampanate di frati, zingari, boscaioli e saltimbanchi inserite in grandi e tetri scenari, ricorrendo soprattutto a fondali con paesaggi burrascosi o tenebrose scenografie conventuali.
La prima opera nota è un Paesaggio di rovine databile al 1697 e ora in collezione privata a Milano. Nella realizzazione delle opere con rovine e architetture si avvale della collaborazione di alcuni "ruinisti" come Clemente Spera ed Antonio Francesco Peruzzini.

## Alla corte dei Medici

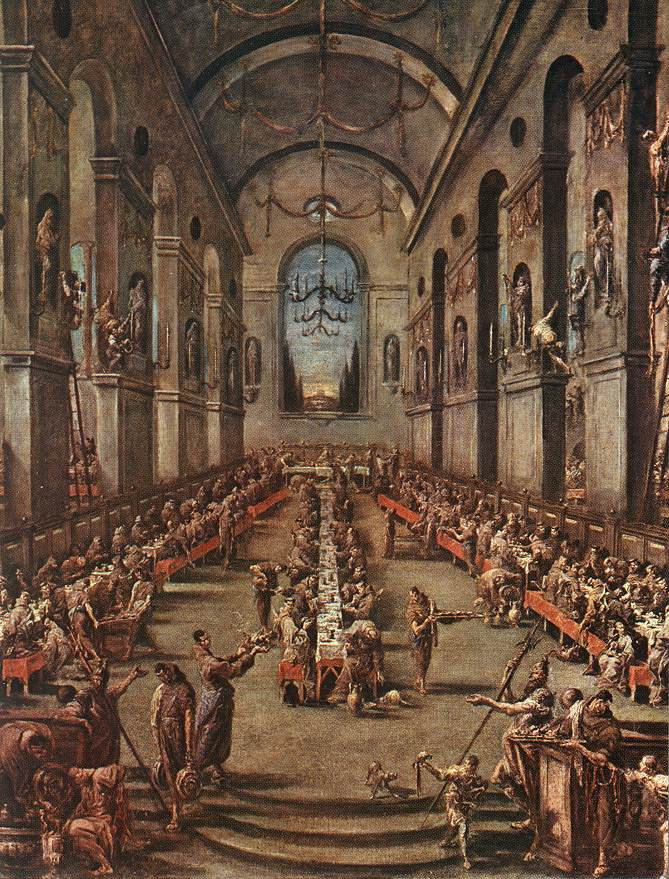
I Frati Osservanti in refettorio

Dal 1703 al 1710 Magnasco fu a Firenze al servizio del Gran Principe Ferdinando de' Medici primogenito di Cosimo III e appassionato collezionista. Magnasco a Firenze s'imbatté in una serie di pittori e incisori che tra il '600 e il '700 si erano dedicati allo sviluppo del genere cosiddetto della pittura "caricata e giocosa" come Stefano della Bella, Baccio del Bianco, Jacques Callot, Salvator Rosa, Giuseppe Maria Crespi e Giovanni Domenico Ferretti, tutti frequentatori della corte degli ultimi granduchi medicei.
Nel 1711, tornato a Milano, fu chiamato ad eseguire la decorazione per l'entrata trionfale dell'Imperatore Carlo VI.
Tra il 1720 e il 1725 dipinse per il conte Colloredo, governatore di Milano, nove quadri, tra cui la Lezione di catechismo e la Sinagoga. 
Tornato a Genova nel 1735 esegue il Trattenimento in un giardino di Albaro, ora conservato presso i Musei di Strada Nuova.

## Spirito inquieto
Spesso la sua pittura viene paragonata a quella degli spiriti inquieti come il visionario, suo contemporaneo, Monsù Desiderio e a certe caratteristiche coloristiche e formali di El Greco pure se, rispetto alle grandi pale d'altare di quest'ultimo, Magnasco opponeva una sua visione della luminosità pur nei piccoli formati dei quadri "di genere" settecenteschi con scenette nelle quali Magnasco aggiunse una forte dose di drammaticità e un certo gusto tutto rococò di stampo scenografico, ruinista e teatrale. Furono famosi i suoi quadri con la presenza inquietante della maschera di Pulcinella in paesaggi dalla scenografia improbabile.

## Catalogo parziale delle opere
| Dipinto                                                       | Data         | Luogo di conservazione                                                            | Link                                                             |
| ------------------------------------------------------------- | ------------ | --------------------------------------------------------------------------------- | ---------------------------------------------------------------- |
| Riunione di quaccheri                                         | 1695         | Galleria degli Uffizi, Firenze                                                    | [ 2 ]                                                            |
| S. Girolamo penitente                                         |              | Pinacoteca Civica Ascoli Piceno                                                   | [ 3 ]                                                            |
| Teodosio cacciato dalla Chiesa da Sant'Ambrogio               | 1700-10      | Art Institute di Chicago                                                          |                                                                  |
| Cristo e la Samaritana                                        | 1705-10      | Getty Museum, Los Angeles                                                         | [ 4 ]                                                            |
| Noli Me Tangere                                               | 1705-10      | ibid                                                                              | [ 5 ]                                                            |
| Cristo e l'adultera                                           |              | Pinacoteca civica di Forlì (Collezione Pedriali), Forlì                           | [ 6 ]                                                            |
| Scena di caccia                                               | 1710         | Wadsworth Atheneum                                                                | [ 7 ]                                                            |
| Mulattiera e castello                                         | 1710         | Museo del Louvre, Parigi                                                          | [ 8 ]                                                            |
| Baccanale                                                     | 1710s        | Ermitage, San Pietroburgo                                                         | [ 9 ]                                                            |
| Assalto dei Briganti                                          | 1710s        | ibid                                                                              | [ 10 ]                                                           |
| L'Inquisizione o L'interrogazione in una prigione             | 1710-20      | Kunsthistorisches Museum, Vienna                                                  | [ 11 ]                                                           |
| La Tentazione di Sant'Antonio                                 | 1710-20      | Museo del Louvre, Parigi                                                          | [ 12 ]                                                           |
| Paesaggio con pastori                                         | c. 1710-30   | Museu de Arte de São Paulo, San Paolo                                             | [ 13 ]                                                           |
| Pulcinella che canta con la famiglia e con suonatore di liuto | 1710-35      | Columbia Museum of Art, Columbia                                                  | [ 14 ]                                                           |
| Tre Monaci Camaldolesi in pregniera                           | 1713-14      | Rijksmuseum, Amsterdam                                                            | [ 15 ]                                                           |
| Tre Frati Cappuccini in meditazione nel loro eremo            | 1713-14      | ibid                                                                              | [ 16 ]                                                           |
| Cristo adorato da due suore                                   | c. 1715      | Accademia, Venezia                                                                | [ 17 ]                                                           |
| Resurrezione di San Lazzaro                                   | 1715-40      | Rijksmuseum, Amsterdam                                                            | [ 18 ]                                                           |
| Il sacco di una città                                         | 1719-25      | Sibiu, Muzeul Brukenthal, Abbazia di Seitenstetten                                |                                                                  |
| Soldato morente confortato da un frate                        | 1719-25      | Pavia, Pinacoteca Malaspina                                                       | http://www.artivisive.sns.it/galleria/volumi/CIX/CIX_654_264.jpg |
| Seppellimento di soldato                                      | 1719- 25     | Pavia, Pinacoteca Malaspina                                                       |                                                                  |
| Satira di un nobiluomo in miseria                             | 1719-25      | Detroit Institute of Arts, Detroit                                                | [ 19 ]                                                           |
| Baccanale                                                     | 1720-30      | Getty Museum, Los Angeles                                                         | [ 20 ]                                                           |
| Trionfo di Venere                                             | 1720-30      | ibid                                                                              | [ 21 ]                                                           |
| Interno con monaci                                            | 1725         | Norton Simon Museum, Los Angeles                                                  | [ 22 ]                                                           |
| Giocatori d'azzardo, soldati e vagabondi                      | 1720-30      | Staatsgalerie Stuttgart, Stoccarda                                                | [ 23 ]                                                           |
| Cena di Pulcinella e Colombina                                | 1725-30      | North Carolina Museum of Art, Raleigh                                             | [ 24 ]                                                           |
| Sinagoga                                                      | 1725-30      | Cleveland Museum of Art, Cleveland                                                |                                                                  |
| Consacrazione di un frate francescano                         | c. 1730      | El Paso Museum of Art, El Paso                                                    |                                                                  |
| Sepoltura di un frate francescano                             | c. 1730      | El Paso Museum of Art, El Paso                                                    | [ 25 ]                                                           |
| Furto sacrilego                                               | 1731         | realizzato per la chiesa di Campomorto, ora nella Quadreria Arcivescovile, Milano | [ 26 ] [ 27 ]                                                    |
| Trattenimento in un giardino di Albaro                        | 1735         | Musei di Strada Nuova, Genova                                                     |                                                                  |
| Esorcismo                                                     | dopo il 1735 | Rochester, New York                                                               | Archiviato il 4 febbraio 2012 in Internet Archive.               |
| I Frati Osservanti in refettorio                              | 1736-37      | Museo civico di Bassano del Grappa                                                |                                                                  |
| Resurrezione di Lazzaro                                       | 1735 - 1740  | Cortona, Galleria Cortona                                                         | [ collegamento interrotto ]                                      |
| Figure prima della tempesta                                   | ca. 1740     | Honolulu Museum of Art                                                            |                                                                  |
| Sant'Agostino e il bimbo                                      | ca. 1740     | Musei di Strada Nuova, Genova                                                     |                                                                  |
| L'ingresso di un Ospedale                                     |              | Muzeul des Arta, Bucarest                                                         |                                                                  |
| Paesaggio con Frati Camaldolesi                               |              | Museo Giannettino Luxoro, Genova                                                  | Archiviato il 14 giugno 2009 in Internet Archive.                |
| Il matrimonio                                                 |              | Louvre, Parigi                                                                    |                                                                  |
| Monaci in preghiera                                           |              | Museum voor Schone Kunsten, Gand                                                  | [ 28 ]                                                           |
| Spiaggia                                                      |              | Ermitage, San Pietroburgo                                                         | [ 29 ]                                                           |
| Cena a Emmaus                                                 |              | Refettorio del convento di San Francesco d'Albaro, Genova                         |                                                                  |
| Il corvo selvaggio                                            |              | Metropolitan Museum of Art, New York                                              |                                                                  |
| Due eremiti nella foresta                                     |              | Museo del Louvre, Parigi                                                          | [ 30 ]                                                           |
| Cristo portacroce                                             |              | Pinacoteca di Brera, Milano                                                       | [ 31 ]                                                           |
| San Carlo Borromeo riceve gli Oblati                          | 1731         | Museo Poldi Pezzoli, Milano                                                       |                                                                  |
| Interni con scene di festa                                    | 1720-30      | Collezione privata                                                                |                                                                  |
| Arrivo dei galeotti nella prigione di Genova                  |              | Museo di Belle Arti, Bordeaux                                                     |                                                                  |
| Imbarco dei galeotti nel porto di Genova                      |              | Museo di Belle Arti, Bordeaux                                                     |                                                                  |